# Milton Braga
Milton Jorge Machado Braga (Rio de Janeiro, 16 de fevereiro de 1954) é um ex-competidor de saltos ornamentais brasileiro. Participou de duas edições de Jogos Olímpicos. Fez carreira no Club de Regatas Vasco da Gama.
Em sua carreira, foi considerado o saltador número 1 do Brasil. Em 1979, a Federação Internacional de Natação colocou Milton em oitavo lugar na lista dos melhores saltadores do mundo na plataforma.
É irmão da também saltadora Silina Braga.

## Biografia
Em 1966, praticava ginástica artística. Incentivado pela irmã, que praticava natação, ingressou nos saltos. Esteve no Campeonato Mundial de Esportes Aquáticos de 1973, na Iugoslávia, onde foi o décimo colocado na plataforma. No mesmo ano, foi campeão carioca no trampolim. Foi campeão sul-americano de plataforma, na Colômbia, em 1974, e terceiro colocado do Torneio Internacional de Saltos de 1973, no Canadá.
Ajudou o Vasco a ser campeão do Troféu Brasil de 1975, vencendo a prova de trampolim e de plataforma. No Campeonato Mundial de Cali, na Colômbia, ficou em 17º no trampolim e em décimo na plataforma. Disputou os Jogos Pan-Americanos de 1975, na Cidade do México, garantindo um sexto lugar tanto no trampolim, quanto na plataforma.
Conquistou o oitavo lugar no Torneio Internacional de Saltos, em Fort Lauderdale, nos Estados Unidos, em 1976. Garantiu vaga para os Jogos Olímpicos de Montreal, interrompendo uma sequência de 16 anos sem participação brasileira na modalidade. Ficou em 21º lugar na plataforma.
Voltou a vencer o Troféu Brasil em 1977, nas provas de plataformas e trampolim. A partir daquele ano, passou a residir nos Estados Unidos, mas voltou ao país para representar o Vasco. Disputou o Campeonato Estadual, se sagrando vitorioso.
Disputou o Campeonato Mundial de Esportes Aquáticos de 1978, na Alemanha Ocidental, ficando em 24º lugar no trampolim e em 13º na plataforma. Esteve ainda nos Jogos Olímpicos de Verão de 1980, em Moscou, onde ficou em 22º no trampolim e em 20º na plataforma.